# Journée internationale des migrants
La Journée internationale des migrants, proclamée par l'Organisation des Nations unies le 4 décembre 2000 et commémorant l'adoption de la Convention internationale sur la protection des droits de tous les travailleurs migrants et des membres de leur famille du 18 décembre 1990, est célébrée tous les 18 décembre de chaque année dans les États membres de l'ONU afin de « dissiper les préjugés » sur les migrants et « de sensibiliser l’opinion à leurs contributions dans les domaines économique, culturel et social, au profit tant de leur pays d’origine que de leur pays de destination ».
Lors de cette journée, l'ONU encourage tous les États invités, États membres des Nations unies, organisations intergouvernementales et non gouvernementales, à fournir des informations sur les droits de l'homme et sur les libertés fondamentales des migrants, à partager leurs expériences et entreprendre des actions qui assurent leur protection.

## Historique
En 1997, des organisations de migrants asiatiques (notamment philippines) célèbrent le 18 décembre comme « Journée Internationale de Solidarité avec les Migrants » en référence à l'adoption de la Convention internationale sur la protection des droits de tous les travailleurs migrants et des membres de leur famille. S'appuyant sur cette initiative, des structures comme les Droits Internationaux des Migrants et le Comité d’Organisation pour la Campagne Mondiale pour la Ratification de la Convention Internationale des Droits des Migrants lancent à la fin de l'année 1999 une campagne en ligne pour la nomination officielle d’une Journée Internationale des Migrants.